# Раль, Фёдор Александрович
Фёдор Александрович Раль (Rall; 1802, Санкт-Петербург — 4 (16) июля 1848, там же) — барон, русский музыкант, композитор и дирижёр, автор первой аранжировки для военного оркестра оперы М. И. Глинки «Руслан и Людмила».

## Биография
Фёдор Раль родился в 1802 году в Санкт-Петербурге. Его отец, барон Александр Александрович Раль (Александр-Франц фон Раль, 1756—1833) — выходец из Германии, поселившийся в 1776 году в Санкт-Петербурге, придворный банкир в царствование Александра I, был известен как меценат и музыкальный деятель; мать, Елизавета Николаевна (Элизабет фон Раль, 1768—1843) — дочь богатого сахарозаводчика Германа Николауса Молво.
Музыкой Фёдор Раль увлечённо занимался с детских лет, чему в немалой степени способствовало то обстоятельство, что дом его отца в начале XIX века был одним из самых значительных центров столичной музыкальной жизни, а его родители и сами были превосходными музыкантами. Брал уроки игры на фортепьяно у известных в то время пианистов Джона Филда и Шарля Майера. К двенадцатилетнему возрасту относятся его первые опыты в сочинении оркестровой музыки. Любовь к оркестру и оркестровой музыке Раль пронёс через всю свою жизнь, научившись играть почти на всех оркестровых инструментах, особенно на духовых.
Но вначале карьера молодого барона Раля никак не была связана с его музыкальными увлечениями. В 1821 году он поступил юнкером на службу в Ольвиопольский гусарский полк и через год был произведён в корнеты, но пошатнувшееся финансовое положение отца вынудило его оставить военную службу и выйти в отставку в чине поручика. В 1826 году Раль исправлял должность помощника церемониймейстера на парадных торжествах погребения императора Александра I. В 1831—1839 годах Раль находился на службе в петербургской полиции, состоял чиновником для поручений при Петербургском генерал-губернаторе П. К. Эссене. Как пишет в своей биографии Ф. Раля В. В. Стасов:

В своей номинальной службе по полиции барон Раль оставался около восьми лет, мало делая для казённой службы, но очень много для самого себя, для собственного музыкального самообразования и усовершенствования. Уже и всегда прежде он любил оркестр и умел играть на множестве инструментов, всего более духовых, деревянных и медных; но теперь, почти на совершенной свободе от посторонних занятий, он предался с ещё большею страстью своей любви к оркестровым инструментам и достиг того, что превосходно играл на всех этих инструментах и знал их натуру, способы и средства с такою глубиною, как редкие музыканты.
— В. Стасов. Помощник Глинки
В 1839 году барон Раль решился связать с музыкой свою профессиональную карьеру и поступил капельмейстером на службу в Дирекцию Императорских театров. Надзирал за хранением нот и занимался сочинением оркестровых партий для исполнения опер и балетов на театральной сцене. В январе 1842 года руководство Дирекции «военную музыку при спектаклях употребляемую, со всеми приготовлениями оной для представлений, и аранжировкою на сцене» передало Ралю «в полное заведование». С этого времени он начал постоянно заниматься с оркестром Гвардейского экипажа, исполнявшим военную музыку на столичной оперной сцене, подняв его на небывалую ранее высоту исполнительского мастерства.
В 1840-х годах барон Ф. А. Раль являл собой один из редчайших примеров «чиновника в вицмундире и с усами», каким он изображён на акварельном портрете работы М. Теребенёва. Как писал биограф Раля В. В. Стасов: «Император Николай I, не терпевший, как известно, усов и бороды у служащих, дозволил однажды барону Ралю носить усы, потому что тот представлял, что без усов потеряет „амбушюр“, столько необходимый для игры на духовых инструментах».
С апреля 1842 года Раль начал сотрудничать с М. И. Глинкой в деле подготовки для сцены оперы «Руслан и Людмила». «В новой опере военный оркестр играл громадную роль — такую роль, какой не играл ещё не только в „Жизни за царя“, но и ни в какой опере в Европе». Раль взял на себя всю работу по переложению музыки Глинки и её аранжировке для исполнения военным оркестром. Сам Глинка говорил, что «без содействия барона Раля он даже не осмелился бы решиться на то новое употребление военной музыки, какое задумал… и которое так удачно приведено в действие этим редким знатоком искусства». Кроме того, два с половиной года, в течение которых опера «Руслан и Людмила» шла на петербургских подмостках, Раль сам исполнял в оркестре партию фортепьяно. (Употребление фортепьяно в оперном оркестре было одной из новаций, предложенных Глинкой публике в своей опере).
Однако, после того как в 1845 году опера «Руслан и Людмила» была переведена из Санкт-Петербурга на московскую оперную сцену, все партитуры аранжировок, написанные Ралем, были безвозвратно утеряны (вероятно, во время пожара в Большом театре в 1853 году), и судить о них можно только по отзывам современников.
«По счастию, бедный автор военной оркестровки не испытал горя пережить такое несчастие: утрату лучшего и значительнейшего дела всей своей жизни», — писал Стасов.
Барон Фёдор Александрович Раль умер 4 (16) июля 1848 года в Санкт-Петербурге от холеры.